# Numerowanie druku
Numerowanie druku – nadanie indywidualnego numeru identyfikacyjnego dla dokumentu wchodzącego w skład jakieś grupy czy serii dokumentów (np. dowody osobiste, bilety, banknoty). Generalnie numerowanie wiąże się z drukami ścisłego zarachowania.
Druki mogą być numerowane w numeratorach typograficznych. Mogą też być numerowane laserowo - otwory dla utworzenia poszczególnych cyfr wypalane są laserem. W druku cyfrowym można nadawać indywidualny numer podczas drukowania samego dokumentu. 
Sam fakt nadania niepowtarzalnego numeru, a czasem sposób wykonania numeracji sprawiają, że druk otrzymuje tym samym pewien rodzaj zabezpieczenia i można druk ten nazwać drukiem zabezpieczonym.